# 33. ceremonia wręczenia nagród David di Donatello
33. ceremonia wręczenia włoskich nagród filmowych David di Donatello odbyła się 3 czerwca 1988 roku w Villa Madama w Rzymie.

## Laureaci i nominowani
Laureaci nagród wyróżnieni są wytłuszczeniem.

### Najlepszy film
- Ostatni cesarz (tytuł oryg. The Last Emperor, reż. Bernardo Bertolucci)
- Wywiad (tytuł oryg. Intervista, reż. Federico Fellini)
- Oczy czarne (tytuł oryg. Oci ciornie, reż. Nikita Michałkow)

### Najlepszy debiutujący reżyser
- Daniele Luchetti - Jutro się zdarzy (tytuł oryg. Domani accadrà)
- Carlo Mazzacurati - Notte italiana
- Stefano Reali - Laggiù nella giungla

### Najlepszy reżyser
- Bernardo Bertolucci - Ostatni cesarz (tytuł oryg. The Last Emperor)
- Federico Fellini - Wywiad (tytuł oryg. Intervista)
- Nikita Michałkow - Oczy czarne (tytuł oryg. Oci ciornie)

### Najlepszy reżyser zagraniczny
- Louis Malle - Do zobaczenia, chłopcy (tytuł oryg. Au revoir les enfants)

### Najlepszy scenariusz
- Leo Benvenuti, Piero De Bernardi i Carlo Verdone - Ja i moja siostra (tytuł oryg. Io e mia sorella )
- Bernardo Bertolucci i Mark Peploe - Ostatni cesarz (tytuł oryg. The Last Emperor )
- Alexandre Adabascian, Nikita Michałkow i Suso Cecchi D’Amico - Oczy czarne (tytuł oryg. Oci ciornie)

### Najlepszy scenariusz zagraniczny
- Louis Malle - Do zobaczenia, chłopcy (tytuł oryg. Au revoir les enfants)

### Najlepszy producent
- Franco Giovalé, Joyce Herlihy i Jeremy Thomas - Ostatni cesarz (tytuł oryg. The Last Emperor)
- Silvia D’Amico Benedicò i Carlo Cucchi - Oczy czarne (tytuł oryg. Oci ciornie)
- Angelo Barbagallo i Nanni Moretti - Notte italiana

### Najlepsza aktorka
- Jelena Safonowa - Oczy czarne (tytuł oryg. Oci ciornie)
- Valeria Golino - Złote okulary (tytuł oryg. Gli occhiali d'oro)
- Ornella Muti - Ja i moja siostra (tytuł oryg. Io e mia sorella)

### Najlepszy aktor
- Marcello Mastroianni - Oczy czarne (tytuł oryg. Oci ciornie)
- Philippe Noiret - Złote okulary (tytuł oryg. Gli occhiali d'oro)
- Carlo Verdone - Ja i moja siostra (tytuł oryg. Io e mia sorella)

### Najlepsza aktorka drugoplanowa
- Elena Sofia Ricci - Ja i moja siostra (tytuł oryg. Io e mia sorella)
- Marthe Keller - Oczy czarne (tytuł oryg. Oci ciornie)
- Silvana Mangano - Oczy czarne (tytuł oryg. Oci ciornie)
- Wo Jun Mei - Ostatni cesarz (tytuł oryg. The Last Emperor)

### Najlepszy aktor drugoplanowy
- Peter O’Toole - Ostatni cesarz (tytuł oryg. The Last Emperor)
- Galeazzo Benti - Ja i moja siostra (tytuł oryg. Io e mia sorella)
- Gabriele Ferzetti - Julia i Julia (tytuł oryg. Giulia e Giulia)

### Najlepszy aktor zagraniczny
- Michael Douglas - Wall Street (tytuł oryg. Wall Street)

### Najlepsza aktorka zagraniczna
- Cher - Wpływ księżyca (tytuł oryg. Moonstruck)

### Najlepsze zdjęcia
- Vittorio Storaro - Ostatni cesarz (tytuł oryg. The Last Emperor)
- Tonino Delli Colli - Wywiad (tytuł oryg. Intervista)
- Franco Di Giacomo - Oczy czarne (tytuł oryg. Oci ciornie)

### Najlepsza muzyka
- Ennio Morricone - Złote okulary (tytuł oryg. Gli occhiali d'oro)
- Francis Lai - Oczy czarne (tytuł oryg. Oci ciornie)

### Najlepsza scenografia
- Bruno Cesari, Osvaldo Desideri i Ferdinando Scarfiotti - Ostatni cesarz (tytuł oryg. The Last Emperor)
- Danilo Donati - Wywiad (tytuł oryg. Intervista)
- Mario Garbuglia - Oczy czarne (tytuł oryg. Oci ciornie)

### Najlepsze kostiumy
- James Acheson i Ugo Pericoli - Ostatni cesarz (tytuł oryg. The Last Emperor)
- Nanà Cecchi - Złote okulary (tytuł oryg. Gli occhiali d'oro)
- Carlo Diappi - Oczy czarne (tytuł oryg. Oci ciornie)

### Najlepszy montaż
- Gabriella Cristiani - Ostatni cesarz (tytuł oryg. The Last Emperor)
- Nino Baragli - Wywiad (tytuł oryg. Intervista)
- Enzo Meniconi - Oczy czarne (tytuł oryg. Oci ciornie)

### Najlepszy dźwięk
- Raffaele De Luca - Ultimo minuto

### Najlepszy film zagraniczny
- Do zobaczenia, chłopcy (tytuł oryg. Au revoir les enfants, reż. Louis Malle

### Nagroda David Luchino Visconti
- Stanley Kubrick

### Nagroda Premio Alitalia
- Claudia Cardinale

### Nagroda specjalna
- Giulio Andreotti